# MP Motorsport
| MP Motorsport                          | MP Motorsport        |
| -------------------------------------- | -------------------- |
| Osnovan                                | 1995.                |
| Mjesto                                 | Westmaas, Nizozemska |
| Trenutna prvenstva                     |                      |
| FIA Formula 2 prvenstvo                |                      |
| FIA Formula 3 prvenstvo                |                      |
| Španjolska Formula 4                   |                      |
| 24h GT Series                          |                      |
| Formula Regional European Championship |                      |
| Bivša prvenstva                        |                      |
| GP2 Series                             |                      |
| Nizozemska Formula Renault 2.0         |                      |
| Nizozemska Formula Ford                |                      |
| Auto GP                                |                      |
| V de V Challenge Monoplace             |                      |
| GP3 Series                             |                      |
| SMP Formula 4                          |                      |
| Eurocup Formula Renault 2.0            |                      |
| Azijska Formula 3                      |                      |

MP Motorsport je nizozemska momčad koja se natječe u mnogim automobilističkim prvenstvima, a osnovana je 1995. u Westmaasu.

## Naslovi

### Vozački
| Nizozemska Formula Ford | Nizozemska Formula Ford |
| ----------------------- | ----------------------- |
| 2000.                   | Patrick Koel            |
| 2002.                   | Jaap van Lagen          |
| SMP Formula 4           |                         |
| 2016.                   | Richard Verschoor       |
| 2017.                   | Christian Lundgaard     |
| Španjolska Formula 4    |                         |
| 2016.                   | Richard Verschoor       |
| 2017.                   | Christian Lundgaard     |
| 2018.                   | Amaury Cordeel          |
| 2020.                   | Kas Haverkort           |

### Momčadski
| Prvenstvo            | Sezone               |
| -------------------- | -------------------- |
| Španjolska Formula 4 | 2016. − 2018., 2020. |

## Vanjske poveznice
- MP Motorsport. - Official website